# La luz incidente
La luz incidente è un film del 2015 diretto da Ariel Rotter.

## Trama
Luisa, una donna giovane e carismatica, si trova in continua lotta con la propria vita dopo la morte del marito, che l'ha lasciata vedova con due bambine.  Ad un certo punto irrompe nella sua vita un uomo sconosciuto che la aiuterà a ristabilire l'ordine e ad indagare in modo più profondo sull'incidente che causò la morte del marito.

## Distribuzione
Il film è stato presentato in anteprima al Toronto International Film Festival nel 2015 nella sezione Contemporary World Cinema. È stato distribuito nelle sale cinematografiche in Argentina l'8 settembre 2016.